# Léon Riotor
Léon Riotor est un homme de lettres et homme politique français, né à Lyon le 8 juillet 1865 et mort à Paris (4e) le 12 janvier 1946 .

## Biographie

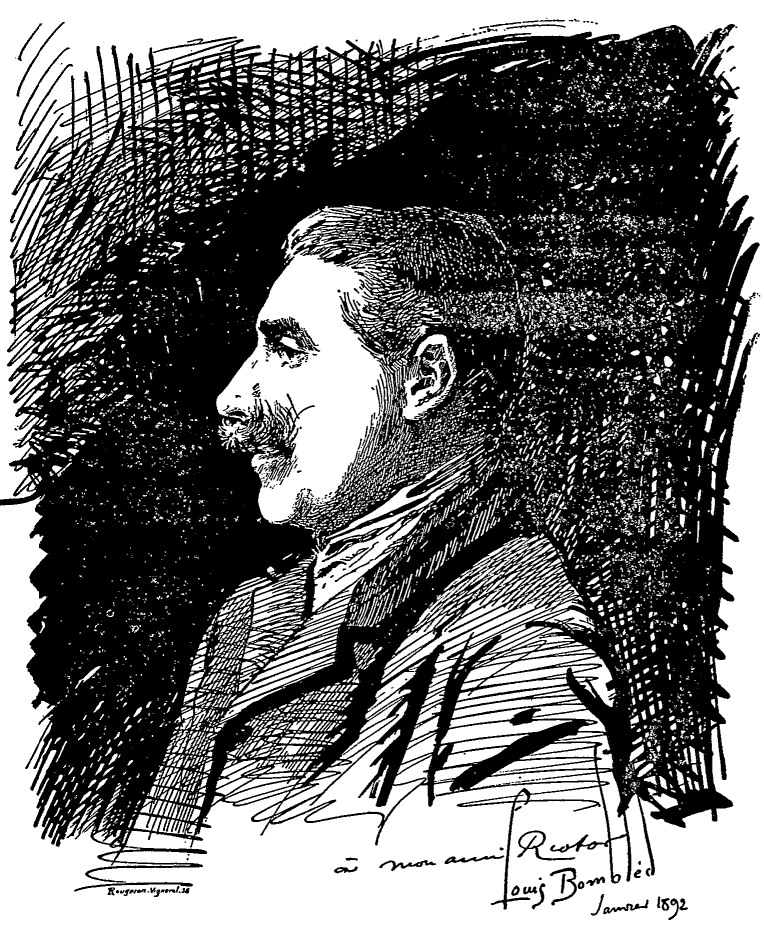
Léon Riotor
(Portrait par Louis Bombled paru dans La Plume en 1892).

De son nom complet, Léon Eugène Emmanuel Riotor, est le fils de Nicolas Célestin Riotor et de Fernande Isaline Fischer ; il a deux frères, François Riotor, né vers 1860 et Alfred Riotor, né le 26 mars 1871.
Il a été marié à Julie Stockman et n'a pas eu de descendance.
Servant comme chef d'escadron d'artillerie lors de la Première Guerre mondiale, il reçoit la croix de guerre 1914-1918 et la rosette d'officier de la Légion d'honneur à cause de son comportement au front. Il est devenu vice-président du Conseil municipal de Paris et du Conseil général de la Seine.
Il a publié plusieurs recueils de poésie, Le Pêcheur d'anguilles (1894) ; Poèmes et Récits de guerre (1918) ; Spicilège (1928) ; La Main de gloire (1929) ; Ouessant. L'Île de l’épouvante (1931).
Romancier, il est tantôt satiriste avec Les Raisons de Pascalin (1894), Les Taches d'encre (1929), tantôt psychologue dans L'Ami inconnu (1895) ; La Mère du héros (1905), voyageur aussi avec La Nouvelle Autriche (1927) ; Locarno et Les Îles Borromées (1929) ; L'Horizon(1929).
Enfin, critique d'art, on lui doit Auguste Rodin ; J-B Carpeaux (1906) ; Les Arts et les Lettres (1901, 1903, et 1906) ; L'Hôtel de ville (1928).
Il collabora à de nombreux journaux.

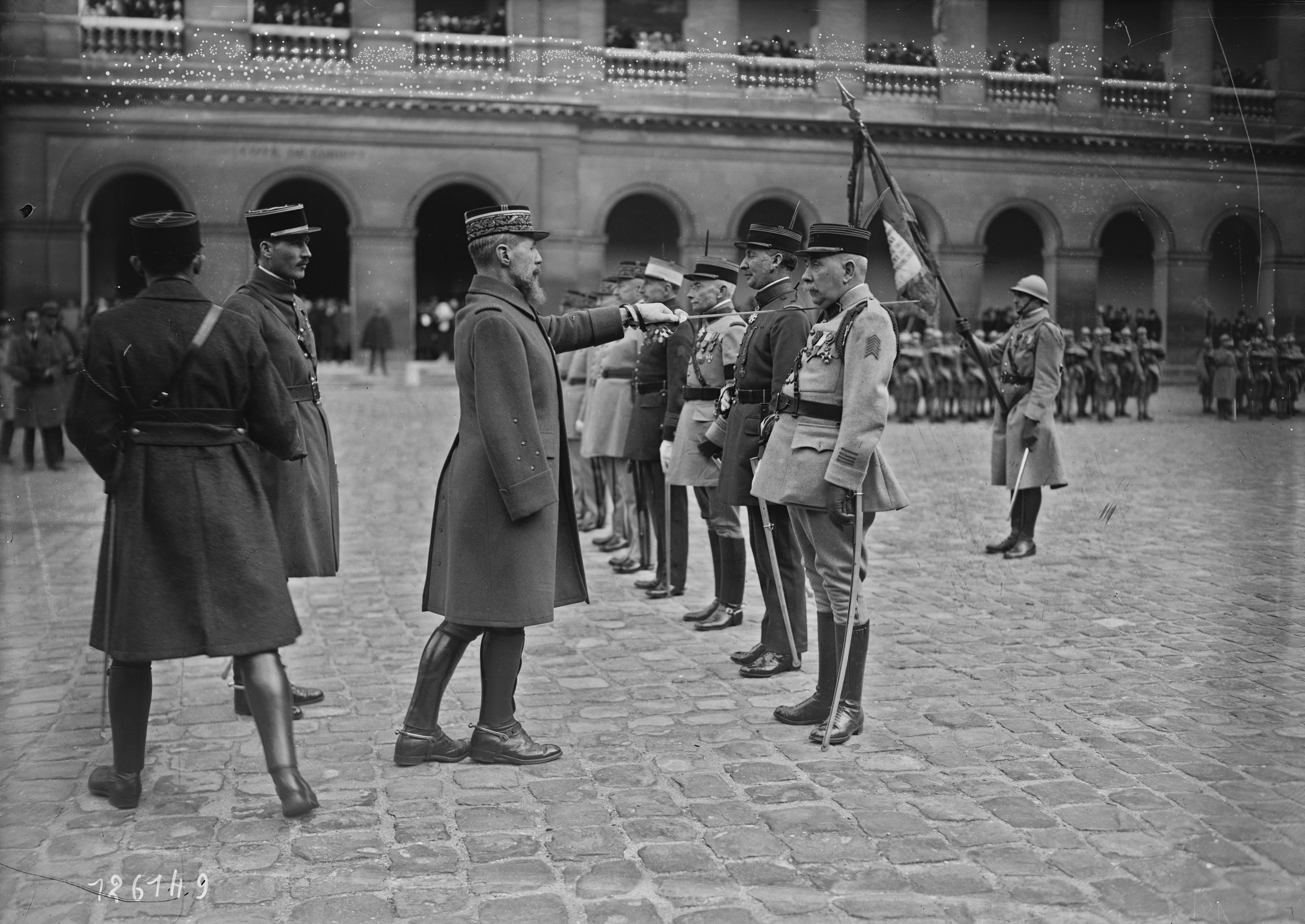
Le général Gouraud décore L. Riotor le 19/1/1928 aux Invalides.

Il est fait commandeur de la Légion d'honneur par décret du 23 décembre 1927.
Il est inhumé à Paris au cimetière des Batignolles (27e division).

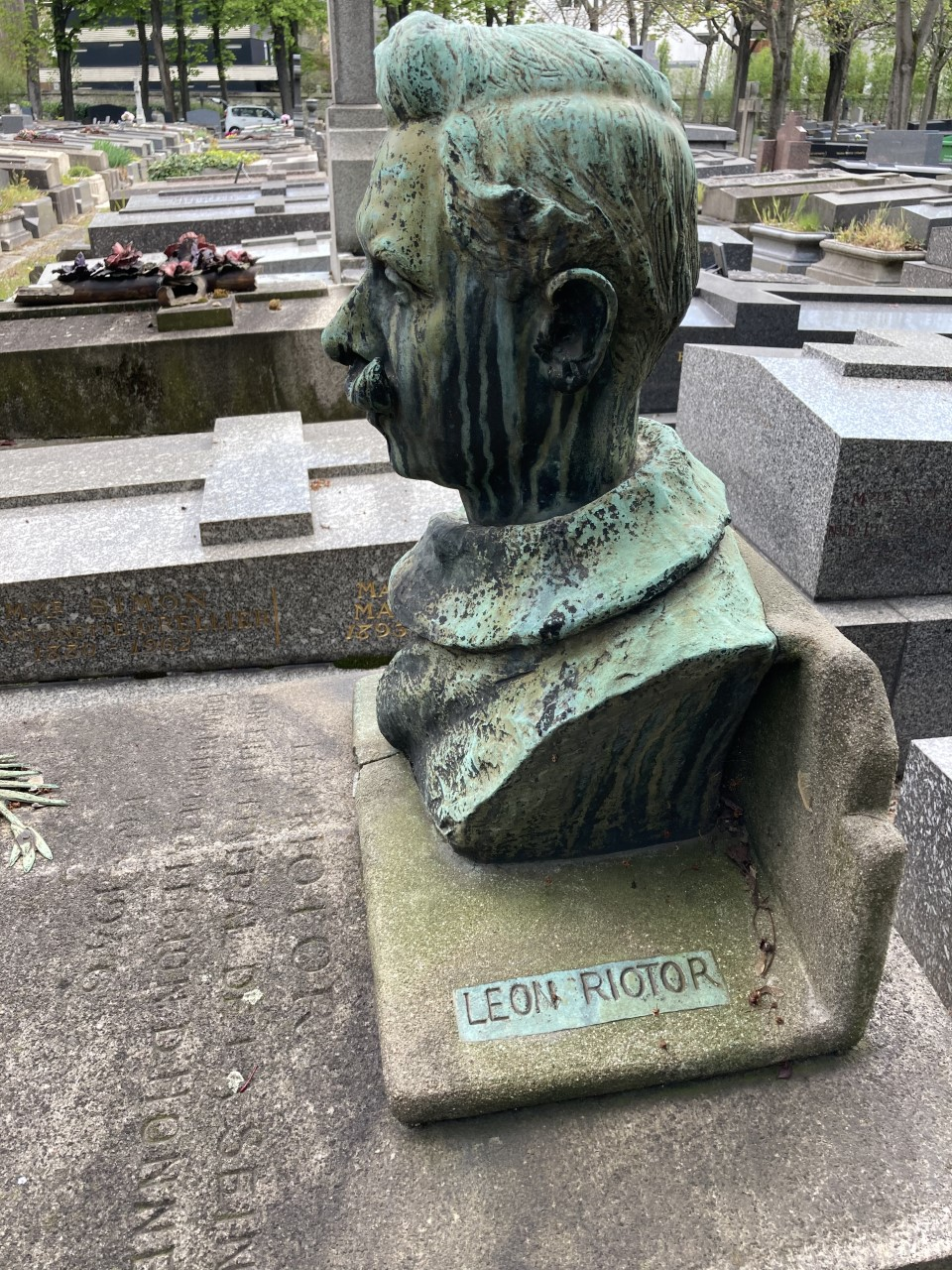
Buste sur sa tombe.

## Œuvre
Ouvrages datés et identifiés
- Sur Deux Nomarques [sic][6] des Lettres, (Léon Cladel et Barbey d'Aurevilly), Ed. de la Plume, 1889-1895
- Le Pays de la Fortune, roman, avec G. Léofanti, Paris, Ducrocq, 1890-1891
- Le Pêcheur d'anguilles, L'Éternelle histoire, poèmes légendaires, Ed. de la Plume, 1894-1896-1913
- Les Raisons de Pascalin, roman, Mercure de France, 1894-1895
- Les Enfers bouddhiques, Chamuel, 1895
- Le Pressentiment - La Jument Noire, roman, Chamuel, 1895
- Le Parabolain, essai, Ed. de la Plume, 1894
- Le Sceptique loyal, épîtres à quelques-uns, La Plume, Paris, Bibliothèque artistique et littéraire ; Paris, Debresse, Bibliothèque de l'artistocratie, 1895-1938
- L’ami inconnu, Alphonse Lemerre, 1895
- Noce bourgeoise, pièce en un acte, avec Ernest Raynaud, Ed. de la Plume, 1895
- L'Art et l'idée. Essai sur Puvis de Chavannes L'Artiste, 1896
- Des Bases classiques allemandes, La France Scolaire, 1896
- Le Sage empereur, poème légendaire, Mercure de France, Figuière, Lemerre, 1896-1913-1941
- Fidélia, poèmes légendaires, Bibliothèque de la Plume, 1897
- La Vocation Merveilleuse du Célèbre Cacique Piédouche, roman, Mercure de France, 1898
- L'Excuse, pièce en un acte, avec Félix Cavalotti, Revue de France, 1898
- Jeanne de Beauvais, poèmes légendaires, Revue des Arts, 1899
- Agnès, roman, Alphonse Lemerre, 1900
- Byrd au Pôle Sud - La Petite Amérique, Paris, La Plume, collection « Les grands découvreurs », Pierre Roger, 1900-1932 ?
- Auguste Rodin, sculptor. I. Works and their vicissitudes. II. Rodin as a draughtsman. III. Character and plans. IV. Comments, by Léon Riotor, Paris, Charles Schlaeber (?), 1900
- Der Bildhauer August Rodin. 1. Sein Werk und seine Erlebnisse. 2. Rodin als Zeichner. 3. Charaktere und Projecte. 4. Erklaerungen, von Léon Riotor, Paris, Charles Schlaeber, 1900
- Le Mannequin, avec Octave Uzanne et illustrations de Frédéric Front, Paris, La Plume Bibliothèque artistique et littéraire, 1900
- Auguste Rodin Statuaire  I- L'œuvre et ses aventures. II- Rodin dessinateur. III- Caractères et projets. IV- Commentaires. Avec un dessin inédit, s.l.n.d. (Annonay, Imprimerie J. Royer, ca 1900), 1901
- Les Arts et les lettres 1re série, 1901
- La Femme et l'Argent, roman, Alphonse Lemerre, 1901
- La Maison de Victor Hugo, La Cité, 1902
- Les Arts et les Lettres, 2e série, 1903
- La Mère du Héros, Librairie Delagrave, 1904-1912-1923
- Carpeaux Jean-Baptiste Statuaire, biographie critique, Collection Les grands artistes, Henri Laurens éditeur  Librairie Renouard, 1905-1907-1927 ?
- Les Arts et les Lettres, 3e série, Alphonse Lemerre, 1908
- L'art à l'École, Larousse, 1908
- En Auto, Alphonse Lemerre, 1909
- Un Chauffeur, Alphonse Lemerre, 1910
- Le Livre de l'Art Scolaire, préface de Couyba, Larousse, 1910
- Almanach des ennemis de l’autorité, 1913, Œuvre collective, Paris, Idée libre, 1912-1913
- Puvis de Chavannes, Larousse, 1914
- Jeanne de Beauvais, petits poèmes sur le mode lyrique, Figuière, 1914
- Le long des Chemins, 1914
- Poèmes et Récits de guerre, La maison française d'art et d'édition La Maison d'Art, Frasier-Soye, puis Blaizot, 1918-1923
- Amours et Tragédie de Michel Ney, maréchal de France, Fasquelle, 1918-1919-1934
- L'Art décoratif moderne - Paul Follot, La Connaissance, 1923-1924
- La Colle, récit du Temps de Montmartre, coll. « Bibliothèque-Charpentier », Eugène Fasquelle, 1926
- Rodin Statuaire, Félix Alcan, 1927
- La Nouvelle Autriche, Pierre Roger, 1927
- L'Hôtel de ville, Pierre Lafitte, coll. Visages de Paris, Hachette, 1928
- Spicilège, choix de poèmes, Figuière, 1928
- Discours sur Emile Zola à la Sorbonne, Bernouard, 1928
- Locarno et les Îles Borromées, Paris, Pierre Roger, 1929
- La Main de gloire, Paris, La Caravelle, 1929-1930
- Les Taches d'encre, Paris, Alphonse Lemerre, 1929-1931
- L'Horizon, 1929
- Une Famille de Loups - Chronique du règne de Henri II, Jouve et cie, 1929-1944
- Du Roi-Soleil à la Reine Lumière, H.C., 1930
- Lyon, la cité de la soie, Paris, Pierre Roger, 1930-1931
- Lyon I, La Ville de l'art et de la Soie, Paris, Pierre Roger, 1931
- Lyon II, Guignol et les canuts lyonnais, Paris, Pierre Roger, 1931
- Ouessant. L'Île de l’épouvante, Paris, Pierre Roger, 1931
- Les Franks [Francs], poème légendaire, La Caravelle, collection Poésie, 1932
- La France travaille Tisserands et Filateurs, Canuts, Tapisseries, Horizons De France, 1932-1934
- Miettes de mon enfance, F.Piton, Paris, Écrivains indépendants, Bibliothèque de l’artistocratie, 1932
- Barbey d'Aurevilly, connétable des lettres, Albert Messein, 1933
- Étienne Marcel, Roi de Paris, chronique du temps de Jean Lebond, Fernand Nathan, Paris, 1933
- L'univers en feu roman, Alphonse Lemerre	1933
- Journal de marche d'un bourgeois de Paris, 1914-1919, Lavauzelle	1934
- Léon de Lyon, Lugdunum, 1934
- La Brasserie du Parc, histoire lyonnaise, Lugdunum, 1935
- Glanes, Salon des Poètes de Lyon et du Sud-Est, 1936
- Petites géorgiques, poèmes, Corymbe, 1937-1939
- Jacques Cartier et le voyage au Canada, chronique de la Nouvelle-France, Paris, Pierre Roger, 1935-1937
- Imageries des croisades, poèmes, Mercure de France, 1937-1938
- J. Gallo-Borel, Sainte Geneviève, patronne de Paris, avant-propos et prière de la sainte, suivi de la Voix du bonheur et de poèmes et sonnets inédits, 1939
- L'Artilleur de Vincennes, roman, 1941
- Périple en Grèce, Albert Messein, 1941
- Rue des Rosiers, roman de mœurs juives, Alphonse Lemerre, 1942
- Récits et contes de jeunesse, Jouve et cie, 1945

Œuvres non datées ou mal identifiées
- Et souvenirs sur mon premier vol avec Wilbur Wright.
- La Mode et le Mannequin
- L'Œuvre de Jean Pillement, peintre lyonnais, premier peintre du roi de Pologne et de la reine Marie-Antoinette, 1re et 2e séries, chinoiseries, pastorales, paysages, A. Guérinet

### Sources et bibliographie
- Dictionnaire Larousse du XXe siècle.